# جابر المباركي
جابر المباركي لاعب كرة قدم سعودي.
كانت بداياته مع الفئات السنية في نادي حطين و انتقل إلى النادي الأهلي في عام 2011 و مثله في الفئات السنية و الفريق الأولمبي و في عام 2016 انتقل إلى الوطني و وقع مع نادي المجزل في عام 2018 و لعب في نادي سدوس و عاد إلى نادي حطين في عام 2019 و انتقل بعد فترة بسيطة إلى نادي الدرعية و بعدها لعب مع نادي التهامي.